# Liane (1987)
Liane ist ein deutscher DEFA-Film des Regisseurs Erwin Stranka aus dem Jahr 1987.

## Handlung
Die zwanzigjährige Facharbeiterin Liane arbeitet in einem elektrotechnischen Betrieb. Unterqualifizierte Aufgaben und der geplante Einsatz als Springerin hemmen ihre Arbeitsmotivation und Aufstiegschance. Trotz eines Castings beim Film gelingt ihr kein beruflicher Wechsel.
Auch Lianes Privatleben bleibt hinter ihren Ansprüchen zurück. Lianes Eltern leben geschieden. Ihr jüngerer Bruder Freddy hat große Schwierigkeiten beim Berufseinstieg und driftet zunehmend in soziale Subkulturen ab. Kurzzeitig gelingt ihr mit dem Auszug aus der mütterlichen Wohnung eine Vergrößerung privater Freiheiten. Das Zusammenleben mit ihrem Lebensgefährten Jürgen leidet jedoch unter den abweichenden Moralvorstellungen ihres fremdgehenden Partners. Zudem gerät Lianes befreundeter Arbeitskollege Kalle in den Verdacht betrügerischer Manipulation seiner Arbeitsergebnisse, da er das geforderte Arbeitspensum unverhältnismäßig übererfüllt. Halt und Geborgenheit findet Liane bald nur noch bei Jürgens Vater, der auf einem Bauernhof außerhalb Berlins lebt.
Trotz der eigenen Probleme unterstützt Liane ihren Bruder Freddy und setzt sich für ihren Kollegen Kalle ein, auch wenn sie dessen schüchternes Werben nicht erwidert. Hin- und hergerissen zwischen den privaten und betrieblichen Zwängen sucht Liane eine individuelle Lebenseinstellung ohne Bevormundung durch Vorgesetzte, Eltern und Partner. Inwieweit ihr dies gelingt, bleibt letztlich offen.

## Produktion und Veröffentlichung
Das Drehbuch zu Liane entstand in Anlehnung an das 1986 erschienene Hörspiel Warum ausgerechnet ich? von Daniela Dahn. In dem Film stellt Liane diese Frage bezüglich der innerbetrieblichen Aufgabenverteilung. Die Dramaturgie lag in den Händen von Dieter Wolf.
Die Uraufführung des von der Künstlerischen Arbeitsgruppe „Babelsberg“ auf ORWO-Color gedrehten Films fand am 22. September 1987 in Halle-Neustadt aus Anlass der Eröffnung der 15. Tage des sozialistischen Films statt.

## Kritik
Das Lexikon des internationalen Films beschreibt Liane als eine inhaltlich dichte Auseinandersetzung mit den Lebenswünschen und -ansprüchen junger Leute in der DDR, die „in Maßen kritisch und offen“ sowie mit Gespür für Atmosphäre inszeniert sei.
Die zeitgenössischen Kritiken in der DDR-Presse hoben die Widersprüche der Jugend und die Vielschichtigkeit hervor. Dabei wurde der Aspekt der Systemkritik entsprechend der politischen Verhältnisse nur angedeutet. So schrieb etwa die Berliner Nationalzeitung die „Reibfläche“ zwischen Anspruch und Wirklichkeit der Jugendlichen sei nacherlebbar gestaltet. Dem Thüringer Tageblatt fiel ein „leiser Humor“ auf, der selbst die Szenen im elektrotechnischen Betrieb tiefgründig und kurzweilig gestalte.

## Auszeichnungen
- 1987: Staatliches Prädikat: Wertvoll
- 1988: 5. Nationales Spielfilmfestival der DDR in Karl-Marx-Stadt: Großer Steiger für Arianne Borbach (gelungene Darstellung einer sozialistischen Arbeiterpersönlichkeit)
- 1988: Theodor-Fontane-Preis des Bezirks Potsdam für Dieter Wolf
- 1988: Theodor-Fontane-Preis des Bezirks Potsdam für Helmut Bergmann
- 1988: Theodor-Fontane-Preis des Bezirks Potsdam für Erwin Stranka
- 1988: Theodor-Fontane-Preis des Bezirks Potsdam für Arianne Borbach
- 1988: Theodor-Fontane-Preis des Bezirks Potsdam für Daniela Dahn